# Typhlodromus rodriguezi
Typhlodromus rodriguezi är en spindeldjursart som först beskrevs av Denmark och Maryam I. Daneshvar 1982.  Typhlodromus rodriguezi ingår i släktet Typhlodromus och familjen Phytoseiidae. Inga underarter finns listade i Catalogue of Life.